# إبراهيم عبد ربه
إبراهيم عبد ربه (مواليد 24 يناير 1925) هو ملاكم مصري، مثّل بلاده في الألعاب الأولمبية الصيفية 1952.

## روابط خارجية
إبراهيم عبد ربه على موقع أوليمبيديا (الإنجليزية)